# خوسيمي
خوسيمي (بالإسبانية: José Miguel González Rey)‏ (مواليد 15 نوفمبر 1979 في توريمولينوس - إسبانيا) لاعب كرة قدم إسباني يلعب حاليا لصالح نادي الدرجة الأولى ريال مايوركا الإسباني منذ 2008 في مركز قلب الدفاع كما يجيد اللعب في مركز الظهير الأيمن .

## روابط خارجية
- خوسيمي على موقع الاتحاد الدولي (مؤرشف)  (الإنجليزية)
- خوسيمي على موقع الاتحاد الأوربي (الإنجليزية)
- خوسيمي على موقع قاعدة بيانات كرة القدم.إي يو (الإنجليزية)
- خوسيمي على موقع Soccerbase.com (لاعب) (الإنجليزية)
- خوسيمي على موقع Soccerway.com (الإنجليزية)
- خوسيمي على موقع عالم كرة القدم.نت (الإنجليزية)
- خوسيمي على موقع كووورة